# غاري بويد روبرتس
غاري بويد روبرتس (بالإنجليزية: Gary Boyd Roberts)‏ هو نَسَّاب أمريكي، ولد في 29 سبتمبر 1943 في هيوستن في الولايات المتحدة.